# Хусаиново (Давлекановский район)
Хусаи́ново (баш. Хөсәйен) — село в составе Кадыргуловского сельсовета Давлекановского района Республики Башкортостан — субъекта Российской Федерации.

## Географическое положение
Расстояние до центра сельсовета (Кадыргулово) 4 км, до районного центра и ближайшей железнодорожной станции (Давлеканово) 41 км.

## История
Одно из первых упоминаний о селении Хусаиново относится к середине XVIII века. Считается, что первопоселенцем – основателем селения был общинник, а позднее волостной старшина Хусаин Бикбулатов, именем которого названа деревня. Его имя упоминается в документе, датируемом 1759 годом, в котором говорится, что "Хусаин Бикбулатов, с другими владельцами волостных земель, припустил марийцев на вотчину по реке Уяш-Узы".
Согласно статистическим сведениям на  1795 год деревня Хусаиново состояла из 13 дворов, население – 70 семей вотчинников уршак-минцев. Перепись населения 1816 года сообщает, что в селении имелось 23 двора и 169 чел. жителей. Ревизия 1859 года показывает в ней 36 дворов и 248 чел. жителей – преобладают башкиры.

## Население
| 2002 | 2009 | 2010 |
| ---- | ---- | ---- |
| 321  | ↘319 | ↘304 |

Национальный состав
Согласно переписи 2002 года, преобладающая национальность — башкиры (98 %).

## Известные уроженцы
- Салимгареева, Рамиля Минигалеевна (род. 05.06.1950) — народная артистка Башкирской АССР (1986), член Союза театральных деятелей России (1977).